# Ingeborg Cook
Ingeborg Cook, född 13 maj 1915 i Texas, USA, död 27 december 2003 i Oslo, var en norsk skådespelare.
Cook filmdebuterade 1940 i Tancred Ibsens Tørres Snørtevold. Hon gjorde sammanlagt 16 film- och TV-roller 1940–1998. Hon var även engagerad vid Det Nye Teater 1951.

## Filmografi (urval)
- 1940 – Tørres Snørtevold
- 1942 – Jeg drepte!
- 1946 – Englandsfarare
- 1947 – Sankt Hans fest
- 1959 – 5 loddrett
- 1960 – Veien tilbake